# Botola 1 Pro 2016-2017
La Botola 1 Pro 2016-2017 è stata la 61ª edizione della massima divisione del campionato marocchino di calcio. 
Sono state impegnate nel torneo 16 squadre, affrontatesi in 30 giornate, per un totale di 240 partite. Le prime due classificate accedono alla CAF Champions League 2018, la squadra giunta al terzo posto accede alla Coppa della Confederazione CAF 2018 e quella al quarto posto accede alla Champions League araba 2017, mentre gli ultimi due club retrocedono in Botola 2 Pro 2017-2018. 
La squadra campione in carica era il FUS Rabat. Il torneo è stato vinto dal Wydad Casablanca, giunto al 19° alloro nazionale.

## Squadre partecipanti
| Club                      | Città       | Stadio                          | Stagione               | 2015-16 |
| ------------------------- | ----------- | ------------------------------- | ---------------------- | ------- |
| Raja Casablanca           | Casablanca  | Stade Mohamed V                 | Botola 1 Pro 2015-2016 | 5°      |
| Difaâ d'El Jadida         | El Jadida   | Stadio El Abdi                  | Botola 1 Pro 2015-2016 | 13°     |
| Far Rabat                 | Rabat       | Stade de prince moulay abdellah | Botola 1 Pro 2015-2016 | 4°      |
| Wydad Casablanca          | Casablanca  | Stade Mohamed V                 | Botola 1 Pro 2015-2016 | 2°      |
| Olympique de Khouribga    | Khouribga   | Stadio di Phosphate             | Botola 1 Pro 2015-2016 | 12°     |
| Moghreb Athletic Tétouan  | Tétouan     | Stadio Saniat Rmel              | Botola 1 Pro 2015-2016 | 6°      |
| JS Kasbah Tadla           | Kasba Tadla | Stadio di Phosphate             | Botola 2 Pro 2015-2016 | 2°      |
| Kawkab de Marrakech       | Marrakech   | Stade de Marrakech              | Botola 1 Pro 2015-2016 | 14°     |
| Hassania Agadir           | Agadir      | Stade Adrar                     | Botola 1 Pro 2015-2016 | 8°      |
| Renaissance Berkane       | Berkane     | Stade Municipal de Berkane      | Botola 1 Pro 2015-2016 | 7°      |
| Olympique Club de Safi    | Safi        | Stade El Massira                | Botola 1 Pro 2015-2016 | 9°      |
| Chabab Atlas Khenifra     | Khenifra    | Stadio di Khenifra              | Botola 2 Pro 2015-2016 | 1°      |
| Chabab Rif al Hoceima     | Al Hoceima  | Stadio Mimoun Al Arsi           | Botola 1 Pro 2015-2016 | 10°     |
| Kénitra Athlétic Club     | Kenitra     | Stadio municipale di Kénitra    | Botola 1 Pro 2015-2016 | 11°     |
| Fath Union Sport de Rabat | Rabat       | Stade de prince moulay abdellah | Botola 1 Pro 2015-2016 | 1°      |
| Ittihad Riadi Tanger      | Tangeri     | Stadio di Tangeri               | Botola 1 Pro 2015-2016 | 3°      |

## Classifica
|                    | Pos. | Squadra          | Pt | G  | V  | N  | P  | GF | GS | DR  |
| ------------------ | ---- | ---------------- | -- | -- | -- | -- | -- | -- | -- | --- |
| Marocco (bandiera) | 1.   | Wydad Casablanca | 66 | 30 | 19 | 9  | 2  | 50 | 24 | +26 |
|                    | 2.   | Difaâ El Jadida  | 59 | 30 | 16 | 11 | 3  | 45 | 23 | +22 |
|                    | 3.   | Raja Casablanca  | 57 | 30 | 15 | 12 | 3  | 42 | 17 | +25 |
|                    | 4.   | RS Berkane       | 51 | 30 | 14 | 9  | 7  | 30 | 16 | +14 |
|                    | 5.   | IR Tanger        | 45 | 30 | 12 | 9  | 9  | 33 | 25 | +8  |
|                    | 6.   | FAR Rabat        | 44 | 30 | 11 | 11 | 8  | 42 | 39 | +3  |
|                    | 7.   | FUS Rabat        | 40 | 30 | 11 | 7  | 12 | 32 | 32 | 0   |
|                    | 8.   | Hassania Agadir  | 41 | 30 | 10 | 8  | 12 | 32 | 40 | −8  |
|                    | 9.   | Olympique Safi   | 36 | 30 | 10 | 6  | 14 | 25 | 32 | −7  |
|                    | 10.  | CA Khénifra      | 34 | 30 | 7  | 13 | 10 | 25 | 24 | +1  |
|                    | 11.  | Ol. Khouribga    | 34 | 30 | 10 | 4  | 16 | 34 | 40 | −6  |
|                    | 12.  | Moghreb Tétouan  | 34 | 30 | 9  | 7  | 14 | 30 | 37 | −7  |
|                    | 13.  | Kawkab Marrakech | 33 | 30 | 9  | 6  | 15 | 36 | 42 | −6  |
|                    | 14.  | CRA              | 31 | 30 | 8  | 7  | 15 | 26 | 46 | −20 |
|                    | 15.  | Kasbah Tadla     | 28 | 30 | 7  | 7  | 16 | 25 | 47 | −22 |
|                    | 16.  | Kénitra          | 23 | 30 | 5  | 8  | 17 | 27 | 50 | −23 |

Legenda:

      Campione del Marocco e ammessa alla CAF Champions League 2018

      Ammessa alla CAF Champions League 2018

      Ammessa alla Coppa della Confederazione CAF 2018

      Retrocesse in Botola 2 2017-2018